# The Heavy Water War : Les Soldats de l'ombre
The Heavy Water War : Les Soldats de l'ombre (Kampen om tungtvannet) est une série télévisée norvégienne en six épisodes de 45 minutes diffusée entre le 4 janvier et le 1er février 2015 sur NRK.
En France, elle est diffusée du 20 mars 2016 au 3 avril 2016 sur Paris Première.

## Synopsis
Basée sur des faits réels ayant eu lieu en 1943 durant la Seconde Guerre mondiale, la bataille de l'eau lourde, cette série relate l'histoire de la création par l'armée britannique d'un commando spécial destiné à saboter une usine norvégienne de fabrication d'eau lourde contrôlée par les Allemands, et de sa mission en Norvège.

## Distribution
- Espen Klouman Høiner (VF : Sébastien Hébrant) : Major Leif Tronstad
- Christoph Bach (VF : Michelangelo Marchese) : Werner Heisenberg
- Anna Friel (VF : Audrey D'Hulstère) : Capitaine Julie Smith (personnage fictif)
- Pip Torrens (VF : Franck Dacquin) : Colonel John Skinner Wilson, SOE (en)
- Søren Pilmark (VF : Patrick Donnay) : Niels Bohr
- Dominique Guillo (VF : David Manet) : Jacques Allier, attaché au cabinet du ministre de l'armement français
- Stein Winge (VF : Patrick Descamps) : Axel Aubert, directeur général de Norsk Hydro
- Dennis Storhøi (VF : Daniel Nicodème) : Erik Henriksen, directeur de l'usine (personnage fictif)
- Maibritt Saerens (VF : Valérie Lemaitre) : Ellen Henriksen, épouse du directeur de l'usine (personnage fictif)
- David Zimmerschied (VF : Gauthier De Fauconval) : Carl Friedrich von Weizsäcker
- Espen Reboli Bjerke  (VF : Olivier Cuvelier) : Jomar Brun
- Andreas Döhler (VF : Karim Barras) : Kurt Diebner, directeur du projet d'énegie nucléaire allemand
- Robert Hunger-Bühler (VF : Pascal Racan) : General der Infanterie Emil Leeb, Chef du Waffenamt
- Corey Johnson (VF : Benoît Van Dorslaer) : Pat Pritchard, USAAF (personnage fictif)
- Peri Baumeister (VF : Maïa Baran) : Elisabeth Heisenberg
- Marc Benjamin Puch (VF : Philippe Resimont) : Major Decker
- Glenn Andre Kaada (VF : %Marvin Schlick) : Jens Kistensen
- Ragnhild Myntevik (VF : Helena Coppejans) : Astrid Danielsen
- Uwe Preuss (VF : Robert Dubois) : SS-Gruppenführer Fisher
- Julia Schacht (VF : Valérie Azzura) : Tone Jorgensen (personnage fictif)
- Clara Lien Sunde (VF : Elise Massa) : Lise
- Acteur d'origine inconnu (VF : Simon Claeys) : Fils de Leif Tronsad

### Opération "Grouse"
- Torstein Bjørklund (VF : Frédéric Haugness) : Sergent Arne Kjelstrup
- Benjamin Helstad (VF : Maxime Van Santvoort) : Second lieutenant Jens-Anton Poulsson
- Rolf Kristian Larsen (VF : Grégory Praet) : Einar Skinnarland
- Christian Rubeck (VF : Bruno Mullenaerts) : Sergent Claus Helberg
- Audun Sandem (VF : Alexis Flamant) : Second lieutenant Knut Haugland

### Opération "Gunnerside"
- Endre Ellefsen (VF : Nicolas Janssen) : Sergent Hans Storhaug
- Ole Christoffer Ertvaag (VF : Cédric De Lombaert) : Sergent Birger Strømsheim
- Eirik Evjen (VF : Brieuc Lemaire) : Second lieutenant Kasper Idland
- Frank Kjosås (VF : Pierre Lebec) : Second lieutenant Knut Haukelid
- Mads Sjøgård Pettersen (VF : Bruno Borsu) : Sergent Fredrik Kayser
- Tobias Santelmann (VF : Pierre Lognay) : Second lieutenant Joachim Rønneberg

## Production

### Tournage
La tournage de la série a eu lieu à Prague en République tchèque et en Norvège à Rjukan, Mæl (no), Skinnarbu (no), Gaustad mountain, Værøy, Jar (no), et Oslo.

### Fiche technique
- Titre : Kampen om tungtvannet
- Titre international : The Heavy Water War: Stopping Hitler's Atomic Bomb
- Création :
- Producteur : Kari Moen Kristiansen
- Producteur exécutif : Roy Anderson, Marcus B. Brodersen, Morten Fisker, Sveinung Golimo, John M. Jacobsen, Stewart Mackinnon, Pavel Muller, Tone Rønning
- Réalisation : Per-Olav Sørensen (no) (les 6 épisodes)
- Société de production : Filmkameratene A /S, Headline Pictures, Sebasto Film & TV
- Société de distribution : NRK, AB Svensk Filmindustri (distribution pour l’international)

 Sauf indication contraire, les informations mentionnées dans cette section peuvent être confirmées par la base de données cinématographiques IMDb,  présente dans la section « Liens externes ».

### Version française
- Titre : The Heavy Water War : Les Soldats de l'ombre
- Version française : C YOU SOON
- Adaptation française : Stéphane Milochevitch
- Direction artistique : Daniel Nicodème
- Studio d'enregistrement et mixage : C YOU SOON
- Ambiances petits rôles: Olivier Francart, Thibault Delmotte, Philippe D'Hollander, Laurence D'Amélio, Valérie Marchand, Dorothée Schoonnooghe, Marc Bottiaux, Francis Adam et Stéphane Pelzer

## Épisodes
| Nr. | Titre     | Réalisation       | Scripteur        | Date de diffusion | Audience  | Synopsis |
| --- | --------- | ----------------- | ---------------- | ----------------- | --------- | --- |
| 1   | Épisode 1 | Per-Olav Sørensen | Petter Rosenlund | 4 janvier 2015    | 1 259 000 | L' Allemagne envahit la Norvège et ordonne de doubler la production de l'usine d'eau lourde de Rjukan . Le professeur norvégien Leif Tronstad s'échappe en Angleterre pour avertir les Alliés de ce qu'il croit être un effort pour construire une bombe atomique allemande.       |
| 2   | Épisode 2 | Per-Olav Sørensen | Petter Rosenlund | 4 janvier 2015    | 1 259 000 | Tronstad prend contact avec le ministère de la Guerre et un plan de destruction des installations d'Hydro est élaboré. A Rjukan, le nouveau directeur général Erik Henriksen est confronté au sabotage de l'installation d'eau lourde. L'opération Grouse est un échec désastreux. |
| 3   | Épisode 3 | Per-Olav Sørensen | Petter Rosenlund | 11 janvier 2015   | 1 239 000 | Les Américains insistent pour bombarder l'usine d'eau lourde, mais Tronstad persuade les Alliés d'envoyer une équipe de Norvégiens à la place. En Allemagne, le prix Nobel Werner Heisenberg promet une percée dans le développement d'une bombe atomique nazie.                   |
| 4   | Épisode 4 | Per-Olav Sørensen | Petter Rosenlund | 18 janvier 2015   | 1 288 000 | Heisenberg est nommé directeur de l' Institut Kaiser Wilhelm . L'équipe Gunnerside réussit à endommager l'usine Hydro, mais les Allemands organisent une recherche majeure des saboteurs et ordonnent une reconstruction immédiate des installations d'eau lourde.                 |
| 5   | Épisode 5 | Per-Olav Sørensen | Petter Rosenlund | 25 janvier 2015   | 1 319 000 | Werner Heisenberg doit poursuivre ses recherches sans eau lourde. Lorsqu'ils apprennent que les Allemands reconstruisent l'usine, les Américains décident de la bombarder. Le bombardement cause peu de dégâts.                                                                    |
| 6   | Épisode 6 | Per-Olav Sørensen | Petter Rosenlund | 1er février 2015  | 1 322 000 | Les Allemands décident de déplacer la production d'eau lourde de la Norvège vers l'Allemagne. Les Alliés ordonnent aux membres restants de l'équipe Gunnerside de couler le ferry transportant des installations d'eau lourde sur le lac depuis Rjukan.                            |